# Conotrachelus mamillatus
Conotrachelus mamillatus – gatunek chrząszcza z rodziny ryjkowcowatych.

## Zasięg występowania
Ameryka Południowa, występuje w Brazylii.

## Budowa ciała
Ciało nieco wydłużone, owalne w zarysie. Przednia krawędź pokryw nieznacznie szersza od przedplecza, obie te części ciała punktowane.
Ubarwienie całego ciała brązowoczerwone z rzadką, żółta szczecinką, gęstszą po bokach przedplecza i w kontach przednich krawędzi pokryw.